# Ancizan
Ancizan är en kommun i departementet Hautes-Pyrénées i regionen Occitanien i sydvästra Frankrike. Kommunen ligger i kantonen Arreau som tillhör arrondissementet Bagnères-de-Bigorre. År 2022 hade Ancizan 286 invånare.

## Befolkningsutveckling
Antalet invånare i kommunen Ancizan
| Referens: INSEE |